# The Highwaymen
The Highwaymen var en amerikansk country-supergruppe, der bestod af fire af countryscenens største kunstnere, somvar pionerer inden for Outlaw Country-undergenren: Johnny Cash, Waylon Jennings, Willie Nelson, and Kris Kristofferson. Mellem 1985 og 1995 udgav gruppen tre albums som The Highwaymen: to via Columbia Records og ét på Liberty Records. De første tre albums havde tre singler på hitlisterne, hvor "Highwayman" nåede førstepladsen i 1985.
Mellem 1996 og 1998 lagde, Nelson, Kristofferson, Cash og Jennings stemmer til dramatiseringen af Louis L'Amour Collection, et bokssæt med syv af Louis L'Amour historier, der blev udgivet af HighBridge Company, selvom de fire kunstnere ikke blev krediteret som "The Highwaymen" i dette værk.
Udover de fire faste medlemmer, så optrådte Johnny Rodriguez med spansk vokal på "Deportee", der er en komposition af Woody Guthrie fra albummet Highwayman.
De fire medlemmer medvirkede i én film sammen; Stagecoach fra 1986.
I 1990 sagsøgte de fire oprindelige medlemmer af folkemusikgruppen fra 1950'erne og 1960'erne af samme navn The Highwaymen for deres brug af navnet, hvilket var inspireret af en ballade af Jimmy Webb, som country-sangerne havde indspillet. Søgsmålet blev opgivet, da parterne blev enige om at folkemusikgruppen ejede navnet, men at de gav en ikke-refunderbar licens til supergruppen så de kunne bruge navnet. De to grupper optrådte sammen ved en koncert i 1990 i Hollywood.

## Diskografi

### Studiealbums
| Titel                                   | Albumdetaljer                                              | Højeste hitlisteplacering | Højeste hitlisteplacering | Højeste hitlisteplacering | Højeste hitlisteplacering | Højeste hitlisteplacering | Højeste hitlisteplacering | Certificering                          |
| Titel                                   | Albumdetaljer                                              | US Country                | US                        | AUS                       | CAN Country               | DEN                       | NOR                       | Certificering                          |
| --------------------------------------- | ---------------------------------------------------------- | ------------------------- | ------------------------- | ------------------------- | ------------------------- | ------------------------- | ------------------------- | -------------------------------------- |
| Highwayman                              | - Release date: May 6, 1985 - Label: Columbia Records      | 1                         | 92                        | 23                        | —                         | —                         | —                         | - AUS: Platin - US: Platin - CAN: Guld |
| Highwayman 2                            | - Release date: February 9, 1990 - Label: Columbia Records | 4                         | 79                        | 9                         | —                         | —                         | —                         | - AUS: Platin                          |
| The Road Goes On Forever                | - Release date: April 4, 1995 - Label: Liberty Records     | 42                        | —                         | 46                        | 10                        | 8                         | 11                        |                                        |
| "—" denotes releases that did not chart |                                                            |                           |                           |                           |                           |                           |                           |                                        |

### Opsamlingsalbum
| Titel                                                          | Albumdetaljer                                              | Højeste hitlisteplacering | Højeste hitlisteplacering | Salg         |
| Titel                                                          | Albumdetaljer                                              | US Country                | AUS                       | Salg         |
| -------------------------------------------------------------- | ---------------------------------------------------------- | ------------------------- | ------------------------- | ------------ |
| The Highwaymen Ride Again (Import Only - Greece & Netherlands) | - Release date: June 11, 1995 - Label: Columbia Records    | —                         | —                         |              |
| Highwayman Super Hits                                          | - Release date: March 2, 1999 - Label: Columbia Records    | —                         | —                         |              |
| Country Legends                                                | - Release date: 2005 - Label: DeLuxe Holland               | —                         | —                         |              |
| The Essential Highwaymen                                       | - Release date: October 26, 2010 - Label: Columbia Records | —                         | —                         |              |
| Live: American Outlaws                                         | - Release date: May 20, 2016 - Label: Legacy Recordings    | 16                        | 89                        | - US: 12,500 |
| The Very Best of the Highwaymen                                | - Release date: May 20, 2016 - Label: Legacy Recordings    | 22                        | —                         | - US: 48,900 |
| "—" denotes releases that did not chart                        |                                                            |                           |                           |              |

### Singler
| År                                      | Single                               | Højeste hitlisteplacering | Højeste hitlisteplacering | Højeste hitlisteplacering | Højeste hitlisteplacering | Album                               |
| År                                      | Single                               | US Country                | AUS                       | CAN Country               | CAN AC                    | Album                               |
| --------------------------------------- | ------------------------------------ | ------------------------- | ------------------------- | ------------------------- | ------------------------- | ----------------------------------- |
| 1985                                    | "Highwayman"                         | 1                         | 98                        | 1                         | 19                        | Highwayman                          |
| 1985                                    | "Desperados Waiting for a Train"     | 15                        | —                         | 20                        | —                         | Highwayman                          |
| 1990                                    | "Silver Stallion"                    | 25                        | 123                       | 21                        | —                         | Highwayman 2                        |
| 1990                                    | "Born and Raised in Black and White" | —A                        | —                         | —                         | —                         | Highwayman 2                        |
| 1990                                    | "American Remains"                   | —                         | —                         | —                         | —                         | Highwayman 2                        |
| 1995                                    | "It Is What It Is"                   | —                         | —                         | —                         | —                         | The Road Goes on Forever            |
| 2005                                    | "If He Came Back Again"              | —                         | —                         | —                         | —                         | The Road Goes on Forever (re-issue) |
| "—" denotes releases that did not chart |                                      |                           |                           |                           |                           |                                     |

Noter:
- A "Born and Raised in Black and White" did not chart on Hot Country Songs, but peaked at No. 1 on Hot Country Radio Breakouts.[16]

## Filmografi

### Musikvideoer
| År   | Titel                | Instruktør      |
| ---- | -------------------- | --------------- |
| 1985 | "Highwayman"         | Peter Israelson |
| 1990 | "Silver Stallion"    | Jon Small       |
| 1995 | "It Is What It Is"   | Lowe/Don Was    |
| 2016 | "Good Hearted Woman" | Jon Small       |

### Videoalbums
| År   | Titel                                      | Detaljer                              | Certificering     |
| ---- | ------------------------------------------ | ------------------------------------- | ----------------- |
| 1991 | Highwaymen Live!                           | filmed in 1990 at the Nassau Coliseum | - AUS: 10× Platin |
| 2003 | On the Road Again                          | Filmet i 1992 i Aberdeen, Skotland    |                   |
| 2016 | The Highwaymen Live at The Nassau Coliseum | filmed in 1990 at the Nassau Coliseum | - AUS: Guld       |